# Oblast' dell'Ucraina

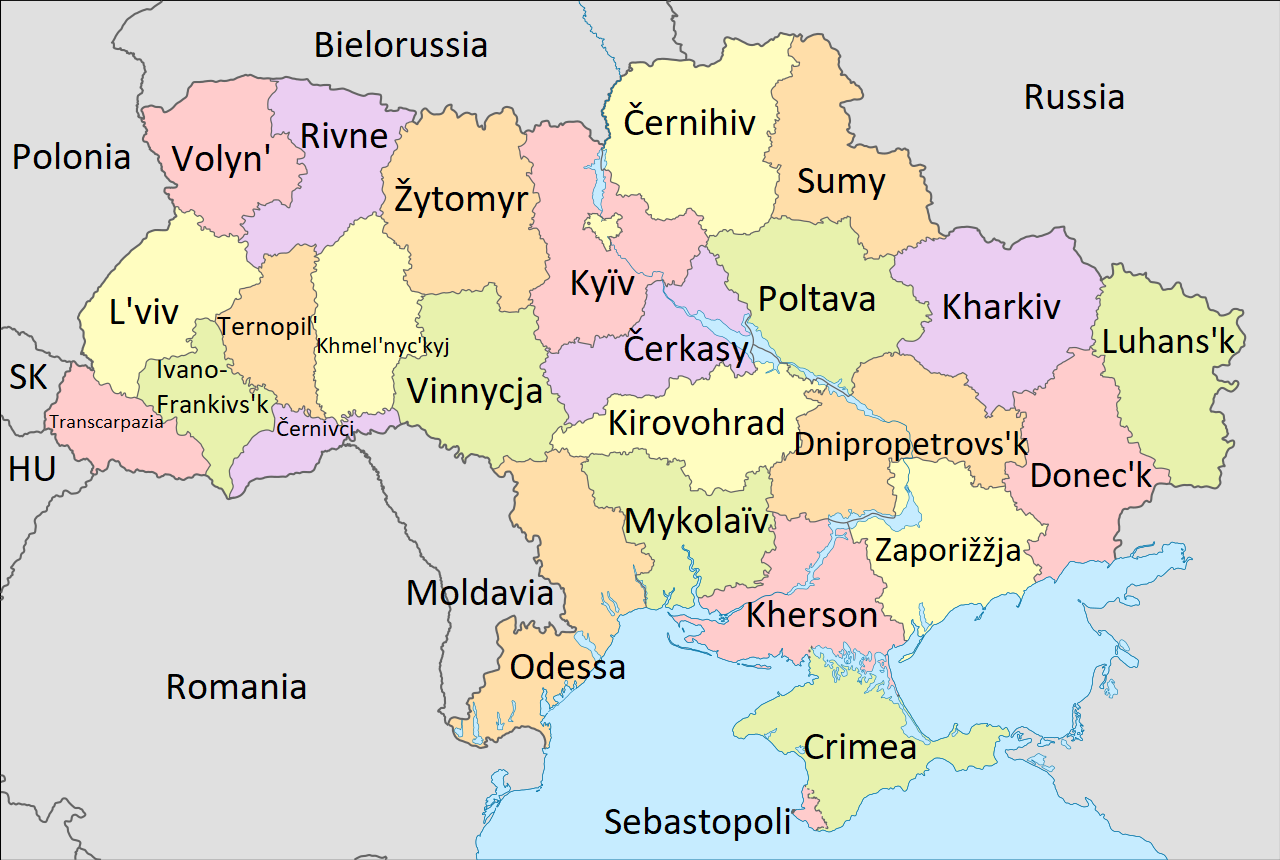
Oblast' dell'Ucraina

Gli oblast' dell'Ucraina (in ucraino області?, oblasti; sing. область - oblast') costituiscono la suddivisione territoriale di primo livello del Paese e sono in tutto 24; ad esse sono equiordinate due città (Kiev e Sebastopoli) e una repubblica autonoma, la Repubblica autonoma di Crimea, de facto sotto l'occupazione della Russia dal 2014.
La capitale, Kiev, è al contempo una città a statuto speciale e il capoluogo dell'omonimo oblast'.
Ogni oblast' ucraina è diretta da un governatore.
Gli oblast' assumono la propria denominazione dal rispettivo capoluogo (обласний центр, oblasnyj centr); due eccezioni sono l'oblast' della Transcarpazia, che mantiene il nome della storica regione, e l'oblast di Volinia (con capoluogo Luc'k). Il nome di ciascuna oblast' è un aggettivo formato dall'aggiunta di un suffisso femminile al nome della rispettiva città: ad esempio Poltava è il centro della Poltavs'ka oblast' (oblast' di Poltava).
Gli oblast' possono poi assumere la denominazione derivante dall'aggettivo corrispettivo con l'aggiunta del suffisso "-ščyna": ad esempio la Poltava Oblast' è anche chiamata Poltavščyna.

## Lista
| Localizzazione | Bandiera          | Oblast'                                                                           | Denominazione                                         | Capoluogo        | Popolazione (2022) | Superficie (km2) |
| -------------- | ----------------- | --------------------------------------------------------------------------------- | ----------------------------------------------------- | ---------------- | ------------------ | ---------------- |
|                |                   | Oblast' di Čerkasy Черкаська область Čerkas'ka oblast'                            | Черкащина Čerkaščyna                                  | Čerkasy          | 1 160 744          | 20 903           |
|                |                   | Oblast' di Černihiv Чернігівська область Černihivs'ka oblast'                     | Чернігівщина Černihivščyna                            | Černihiv         | 959 315            | 31 865           |
|                |                   | Oblast' di Černivci Чернівецька область Černivec'ka oblast'                       | Чернівеччина Černiveččyna                             | Černivci         | 890 457            | 8 097            |
|                |                   | Oblast' di Charkiv Харківська область Charkivs'ka oblast'                         | Харківщина Charkivščyna, o Слобожанщина Slobožanščyna | Charkiv          | 2 598 961          | 31 415           |
|                |                   | Oblast' di Chmel'nyc'kyj Хмельницька область Chmel'nyc'ka oblast'                 | Хмельниччина Chmel'nyččyna                            | Chmel'nyc'kyj    | 1 228 829          | 20 645           |
|                |                   | Oblast' di Dnipropetrovs'k Дніпропетровська область Dnipropetrovs'ka oblast'      | Дніпропетровщина Dnipropetrovščyna                    | Dnipro           | 3 096 485          | 31 974           |
|                |                   | Oblast' di Ivano-Frankivs'k Івано-Франківська область Ivano-Frankivs'ka oblast'   | Івано-Франківщина Ivano-Frankivščyna                  | Ivano-Frankivs'k | 1 351 822          | 13 927           |
|                |                   | Oblast' di Kiev Київська область Kyïvs'ka oblast'                                 | Київщина Kyïvščyna                                    | Kiev             | 1 795 079          | 28 131           |
|                |                   | Oblast' di Kirovohrad Кіровоградська область Kirovohrads'ka oblast'               | Кіровоградщина Kirovohradščyna                        | Kropyvnyc'kyj    | 903 712            | 24 588           |
|                |                   | Oblast' di Leopoli Львівська область L'vivs'ka oblast'                            | Львівщина L'vivščyna                                  | Leopoli          | 2 540 938          | 21 831           |
|                |                   | Oblast' di Mykolaïv Миколаївська область Mykolaïvs'ka oblast'                     | Миколаївщина Mykolaïvščyna                            | Mykolaïv         | 1 091 821          | 24 598           |
|                |                   | Oblast' di Odessa Одеська область Odes'ka oblast'                                 | Одещина Odeščyna                                      | Odessa           | 2 351 392          | 33 313           |
|                |                   | Oblast' di Poltava Полтавська область Poltavs'ka oblast'                          | Полтавщина Poltavščyna                                | Poltava          | 1 352 283          | 28 748           |
|                |                   | Oblast' di Rivne Рівненська область Rivnens'ka oblast'                            | Рівненщина Rivnenščyna                                | Rivne            | 1 141 784          | 20 047           |
|                |                   | Oblast' di Sumy Сумська область Sums'ka oblast'                                   | Сумщина Sumščyna                                      | Sumy             | 1 035 772          | 23 834           |
|                |                   | Oblast' di Ternopil' Тернопільська область Ternopil's'ka oblast'                  | Тернопільщина Ternopil'ščyna                          | Ternopil'        | 1 021 713          | 13 823           |
|                |                   | Oblast' della Transcarpazia Закарпатська область Zakarpats'ka oblast'             | Закарпаття Zakarpattja                                | Užhorod          | 1 244 476          | 12 777           |
|                |                   | Oblast' di Vinnycja Вінницька область Vinnyc'ka oblast'                           | Вінниччина Vinnyččyna                                 | Vinnycja         | 1 509 515          | 26 513           |
|                |                   | Oblast' di Volinia Волинська область Volyns'ka oblast'                            | Волинь Volyn'                                         | Luc'k            | 1 021 356          | 20 144           |
|                |                   | Oblast' di Žytomyr Житомирська область Žytomyrs'ka oblast'                        | Житомирщина Žytomyrščyna                              | Žytomyr          | 1 179 032          | 29 832           |
|                |                   | Kiev Київ Kiïv                                                                    | -                                                     | -                | 2 952 301          | 836              |
|                |                   | Oblast' di Cherson Херсонська область Chersons'ka oblast'                         | Херсонщина Chersonščyna                               | Cherson          | 1 001 598          | 28 461           |
|                | Crimea (bandiera) | Repubblica autonoma di Crimea Автономна Республіка Крим Avtonomna Respublika Krym | -                                                     | Sinferopoli      | 1 963 008          | 26 080           |
|                |                   | Oblast' di Donec'k Донецька область Donec'ka oblast'                              | Донеччина Doneččyna                                   | Donec'k          | 4 059 372          | 26 517           |
|                |                   | Oblast' di Luhans'k Луганська область Luhans'ka oblast'                           | Луганщина, Лугань Luhanščyna, Luhan'                  | Luhans'k         | 2 102 921          | 26 684           |
|                |                   | Sebastopoli Севастополь Sevastopol'                                               | -                                                     | -                | 547 820            | 864              |
|                |                   | Oblast' di Zaporižžja Запорізька область Zaporiz'ka oblast'                       | Запоріжчина Zaporižčyna                               | Zaporižžja       | 1 638 462          | 27 183           |